# Maxil·lar superior
L'os maxil·lar superior (maxilia) és un os de la cara parell, curt, de forma irregular quadrilàtera, amb dues cares (interna i externa), quatre vores i quatre angles. Al seu interior hi ha una cavitat, coberta de mucosa i plena d'aire, anomenada si maxil·lar, que quan està ocupada per mocs o material purulent causa sinusitis o inflamació del si.
Es troba al centre de la cara, sota l'os frontal i l'etmoide. S'articula amb aquests ossos i el maxil·lar superior de l'altre costat, el pòmul (zigomàtic), l'unguis (llacrimal), l'os nasal, el vòmer i el cornet inferior.